# نورتون (بازیکن فوتبال)
نورتون مارتین دا سیلوا (انگلیسی: Newerton؛ زادهٔ ۳ ژوئن ۲۰۰۵) بازیکن فوتبال اهل برزیل است که در حال حاضر برای باشگاه فوتبال شاختار دونتسک بازی می‌کند. 